# Campeonato Femenino Sub-20 de la Concacaf de 2014
El Campeonato Femenino Sub-20 de la Concacaf de 2014 fue la VII edición del torneo, que se disputó en Islas caimán, será sede del campeonato sub-20 femenino de CONCACAF; los tres primeros lugares consiguieron la clasificación a la Copa Mundial Femenina de Fútbol Sub-20 de 2014 en Canadá del 5 agosto al 24 de agosto de 2014.

## Eliminatorias
Antes del campeonato, países de Centroamérica y el Caribe jugarán partidos Eliminatorios. Al final se verán los clasificados al premundial llevado a cabo en las Islas Caimán.

### Centroamérica

#### Grupo A
| Equipo      | Pts | PJ | PG | PE | PP | GF | GC | Dif |
| ----------- | --- | -- | -- | -- | -- | -- | -- | --- |
| Honduras    | 7   | 3  | 2  | 1  | 0  | 5  | 3  | +2  |
| Guatemala   | 6   | 3  | 2  | 0  | 1  | 6  | 4  | +2  |
| El Salvador | 4   | 3  | 1  | 1  | 1  | 6  | 7  | -1  |
| Belice      | 0   | 3  | 0  | 0  | 3  | 7  | 10 | -3  |

##### Fecha 1
| 21 de agosto de 2013, 16:30 | Guatemala | 2:0     | El Salvador | Estadio Carlos Miranda, Comayagua, Honduras |               |
|                             |           | Reporte |             | Árbitra: [[]]                               | Árbitra: [[]] |

| 21 de agosto de 2013, 19:00 | Honduras | 2:1     | Belice | Estadio Carlos Miranda, Comayagua, Honduras |               |
|                             |          | Reporte |        | Árbitra: [[]]                               | Árbitra: [[]] |

##### Fecha 2
| 23 de agosto de 2013, 16:30 | Belice | 3:4     | Guatemala | Estadio Carlos Miranda, Comayagua, Honduras |               |
|                             |        | Reporte |           | Árbitra: [[]]                               | Árbitra: [[]] |

| 23 de agosto de 2013, 19:00 | Honduras | 2:2     | El Salvador | Estadio Carlos Miranda, Comayagua, Honduras |               |
|                             |          | Reporte |             | Árbitra: [[]]                               | Árbitra: [[]] |

##### Fecha 3
| 25 de agosto de 2013, 16:30 | El Salvador | 4:3     | Belice | Estadio Carlos Miranda, Comayagua, Honduras |               |
|                             |             | Reporte |        | Árbitra: [[]]                               | Árbitra: [[]] |

| 25 de agosto de 2013, 19:00 | Honduras | 1:0     | Guatemala | Estadio Carlos Miranda, Comayagua, Honduras |               |
|                             |          | Reporte |           | Árbitra: [[]]                               | Árbitra: [[]] |

#### Grupo B
| Equipo     | Pts | PJ | PG | PE | PP | GF | GC | Dif |
| ---------- | --- | -- | -- | -- | -- | -- | -- | --- |
| Costa Rica | 6   | 2  | 2  | 0  | 0  | 5  | 2  | +3  |
| Nicaragua  | 1   | 2  | 0  | 1  | 1  | 2  | 3  | -1  |
| Panamá     | 1   | 2  | 0  | 1  | 1  | 2  | 4  | -2  |

##### Fecha 1
Selección libre:  Costa Rica

| 7 de septiembre de 2013, 16:00 | Panamá | 1:1     | Nicaragua | Estadio Luis Ernesto Cascarita Tapia, Juan Díaz, Honduras |               |
|                                |        | Reporte |           | Árbitra: [[]]                                             | Árbitra: [[]] |

##### Fecha 2
Selección libre:  Panamá

| 9 de septiembre de 2013, 16:00 | Nicaragua | 1:2     | Costa Rica | Estadio Luis Ernesto Cascarita Tapia, Juan Díaz, Honduras |               |
|                                |           | Reporte |            | Árbitra: [[]]                                             | Árbitra: [[]] |

##### Fecha 3
Selección libre:  Nicaragua

| 11 de septiembre de 2013, 16:00 | Panamá | 1:3     | Costa Rica | Estadio Luis Ernesto Cascarita Tapia, Juan Díaz, Honduras |               |
|                                 |        | Reporte |            | Árbitra: [[]]                                             | Árbitra: [[]] |

#### Play-off
| 17 de septiembre de 2013, 15:00 | Guatemala | 5:0     | Nicaragua | Estadio Pensativo, Antigua, Guatemala |               |
|                                 |           | Reporte |           | Árbitra: [[]]                         | Árbitra: [[]] |

| 22 de septiembre de 2013, 15:00 | Nicaragua | 2:1 (Global 2:6) | Guatemala | Estadio Nacional, Managua, Nicaragua |               |
|                                 |           | Reporte          |           | Árbitra: [[]]                        | Árbitra: [[]] |

### Caribe

#### Primera Fase

##### Grupo A
| Equipo               | Pts | PJ | PG | PE | PP | GF | GC | Dif |
| -------------------- | --- | -- | -- | -- | -- | -- | -- | --- |
| Trinidad y Tobago    | 6   | 2  | 2  | 0  | 0  | 8  | 0  | +8  |
| República Dominicana | 3   | 2  | 1  | 0  | 1  | 5  | 3  | +2  |
| Aruba                | 0   | 2  | 0  | 0  | 2  | 0  | 10 | -10 |

###### Fecha 1
Selección libre:  Aruba

| 9 de julio de 2013, 15:00 | República Dominicana | 0:3     | Trinidad y Tobago | Panamericano de San Cristóbal, San Cristóbal, República Dominicana |               |
|                           |                      | Reporte |                   | Árbitra: [[]]                                                      | Árbitra: [[]] |

###### Fecha 2
Selección libre:  República Dominicana

| 11 de julio de 2013, 15:00 | Trinidad y Tobago | 5:0     | Aruba | Panamericano de San Cristóbal, San Cristóbal, República Dominicana |               |
|                            |                   | Reporte |       | Árbitra: [[]]                                                      | Árbitra: [[]] |

###### Fecha 3
Selección libre:  Trinidad y Tobago

| 13 de julio de 2013, 15:00 | República Dominicana | 5:0     | Aruba | Panamericano de San Cristóbal, San Cristóbal, República Dominicana |               |
|                            |                      | Reporte |       | Árbitra: [[]]                                                      | Árbitra: [[]] |

##### Grupo B
| Equipo                    | Pts | PJ | PG | PE | PP | GF | GC | Dif |
| ------------------------- | --- | -- | -- | -- | -- | -- | -- | --- |
| Anguila                   | 9   | 3  | 3  | 0  | 0  | 5  | 1  | +4  |
| San Cristóbal y Nieves    | 6   | 3  | 2  | 0  | 1  | 16 | 2  | +14 |
| Antigua y Barbuda         | 3   | 3  | 1  | 0  | 2  | 4  | 5  | -1  |
| Islas Vírgenes Británicas | 0   | 3  | 0  | 0  | 3  | 0  | 17 | -17 |

###### Fecha 1
| 16 de julio de 2013, 16:00 | San Cristóbal y Nieves | 4:0     | Antigua y Barbuda | Campo recreativo A.O. Shirley, Road Town, Islas Vírgenes Británicas |               |
|                            |                        | Reporte |                   | Árbitra: [[]]                                                       | Árbitra: [[]] |

| 16 de julio de 2013, 18:30 | Islas Vírgenes Británicas | 0:2     | Anguila | Campo recreativo A.O. Shirley, Road Town, Islas Vírgenes Británicas |               |
|                            |                           | Reporte |         | Árbitra: [[]]                                                       | Árbitra: [[]] |

###### Fecha 2
| 18 de julio de 2013, 16:00 | Anguila | 2:1     | San Cristóbal y Nieves | Campo recreativo A.O. Shirley, Road Town, Islas Vírgenes Británicas |               |
|                            |         | Reporte |                        | Árbitra: [[]]                                                       | Árbitra: [[]] |

| 18 de julio de 2013, 18:30 | Islas Vírgenes Británicas | 0:4     | Antigua y Barbuda | Campo recreativo A.O. Shirley, Road Town, Islas Vírgenes Británicas |               |
|                            |                           | Reporte |                   | Árbitra: [[]]                                                       | Árbitra: [[]] |

###### Fecha 3
| 20 de julio de 2013, 16:00 | Islas Vírgenes Británicas | 0:11    | San Cristóbal y Nieves | Campo recreativo A.O. Shirley, Road Town, Islas Vírgenes Británicas |               |
|                            |                           | Reporte |                        | Árbitra: [[]]                                                       | Árbitra: [[]] |

| 20 de julio de 2013, 18:30 | Antigua y Barbuda | 0:1     | Anguila | Campo recreativo A.O. Shirley, Road Town, Islas Vírgenes Británicas |               |
|                            |                   | Reporte |         | Árbitra: [[]]                                                       | Árbitra: [[]] |

##### Grupo C
| Equipo                       | Pts | PJ | PG | PE | PP | GF | GC | Dif |
| ---------------------------- | --- | -- | -- | -- | -- | -- | -- | --- |
| Surinam                      | 9   | 3  | 3  | 0  | 0  | 10 | 0  | +10 |
| Granada                      | 6   | 3  | 2  | 0  | 1  | 6  | 5  | +1  |
| Dominica                     | 3   | 3  | 1  | 0  | 2  | 5  | 8  | -3  |
| San Vicente y las Granadinas | 0   | 3  | 0  | 0  | 3  | 1  | 9  | -8  |

###### Fecha 1
| 16 de julio de 2013, 16:00 | San Vicente y las Granadinas | 0:3     | Granada | Estadio André Kamperveen, Paramaribo, Surinam |               |
|                            |                              | Reporte |         | Árbitra: [[]]                                 | Árbitra: [[]] |

| 16 de julio de 2013, 16:00 | Dominica | 0:4     | Surinam | Estadio André Kamperveen, Paramaribo, Surinam |               |
|                            |          | Reporte |         | Árbitra: [[]]                                 | Árbitra: [[]] |

###### Fecha 2
| 18 de julio de 2013, 16:00 | Dominica | 3:1     | San Vicente y las Granadinas | Estadio André Kamperveen, Paramaribo, Surinam |               |
|                            |          | Reporte |                              | Árbitra: [[]]                                 | Árbitra: [[]] |

| 18 de julio de 2013, 16:00 | Surinam | 3:0     | Granada | Estadio André Kamperveen, Paramaribo, Surinam |               |
|                            |         | Reporte |         | Árbitra: [[]]                                 | Árbitra: [[]] |

###### Fecha 3
| 20 de julio de 2013, 16:00 | Granada | 3:2     | Dominica | Estadio André Kamperveen, Paramaribo, Surinam |               |
|                            |         | Reporte |          | Árbitra: [[]]                                 | Árbitra: [[]] |

| 20 de julio de 2013, 16:00 | Surinam | 3:0     | San Vicente y las Granadinas | Estadio André Kamperveen, Paramaribo, Surinam |               |
|                            |         | Reporte |                              | Árbitra: [[]]                                 | Árbitra: [[]] |

##### Grupo D
| Equipo   | Pts | PJ | PG | PE | PP | GF | GC | Dif |
| -------- | --- | -- | -- | -- | -- | -- | -- | --- |
| Jamaica  | 9   | 3  | 3  | 0  | 0  | 17 | 1  | +16 |
| Cuba     | 6   | 3  | 2  | 0  | 1  | 11 | 2  | +9  |
| Bermudas | 3   | 3  | 1  | 0  | 2  | 3  | 11 | -8  |
| Curazao  | 0   | 3  | 0  | 0  | 3  | 0  | 17 | -17 |

###### Fecha 1
| 23 de julio de 2013, 17:00 | Cuba | 6:0     | Curazao | Anthony Spaulding Sports Complex, Kingston, Jamaica |               |
|                            |      | Reporte |         | Árbitra: [[]]                                       | Árbitra: [[]] |

| 23 de julio de 2013, 19:00 | Bermudas | 0:7     | Jamaica | Anthony Spaulding Sports Complex, Kingston, Jamaica |               |
|                            |          | Reporte |         | Árbitra: [[]]                                       | Árbitra: [[]] |

###### Fecha 2
| 25 de julio de 2013, 17:00 | Bermudas | 0:4     | Cuba | Anthony Spaulding Sports Complex, Kingston, Jamaica |               |
|                            |          | Reporte |      | Árbitra: [[]]                                       | Árbitra: [[]] |

| 25 de julio de 2013, 19:00 | Jamaica | 8:0     | Curazao | Anthony Spaulding Sports Complex, Kingston, Jamaica |               |
|                            |         | Reporte |         | Árbitra: [[]]                                       | Árbitra: [[]] |

###### Fecha 3
| 27 de julio de 2013, 17:00 | Curazao | 0:3     | Bermudas | Anthony Spaulding Sports Complex, Kingston, Jamaica |               |
|                            |         | Reporte |          | Árbitra: [[]]                                       | Árbitra: [[]] |

| 27 de julio de 2013, 19:00 | Jamaica | 2:1     | Cuba | Anthony Spaulding Sports Complex, Kingston, Jamaica |               |
|                            |         | Reporte |      | Árbitra: [[]]                                       | Árbitra: [[]] |

#### Segunda Fase

##### Grupo A
| Equipo            | Pts | PJ | PG | PE | PP | GF | GC | Dif |
| ----------------- | --- | -- | -- | -- | -- | -- | -- | --- |
| Trinidad y Tobago | 9   | 3  | 3  | 0  | 0  | 15 | 2  | +13 |
| Cuba              | 6   | 3  | 2  | 0  | 1  | 14 | 5  | +9  |
| Anguila           | 1   | 3  | 0  | 1  | 2  | 1  | 10 | -9  |
| Granada           | 1   | 3  | 0  | 1  | 2  | 4  | 17 | -13 |

###### Fecha 1
| 18 de octubre de 2013, 17:00 | Trinidad y Tobago | 3:0     | Anguila | Waterhouse Stadium, Kingston, Jamaica |               |
|                              |                   | Reporte |         | Árbitra: [[]]                         | Árbitra: [[]] |

| 18 de octubre de 2013, 19:00 | Cuba | 7:2     | Granada | Waterhouse Stadium, Kingston, Jamaica |               |
|                              |      | Reporte |         | Árbitra: [[]]                         | Árbitra: [[]] |

###### Fecha 2
| 20 de octubre de 2013, 17:00 | Anguila | 0:6     | Cuba | Waterhouse Stadium, Kingston, Jamaica |               |
|                              |         | Reporte |      | Árbitra: [[]]                         | Árbitra: [[]] |

| 20 de octubre de 2013, 19:00 | Granada | 1:9     | Trinidad y Tobago | Waterhouse Stadium, Kingston, Jamaica |               |
|                              |         | Reporte |                   | Árbitra: [[]]                         | Árbitra: [[]] |

###### Fecha 3
| 22 de octubre de 2013, 17:00 | Anguila | 1:1     | Granada | Waterhouse Stadium, Kingston, Jamaica |               |
|                              |         | Reporte |         | Árbitra: [[]]                         | Árbitra: [[]] |

| 22 de octubre de 2013, 19:00 | Trinidad y Tobago | 3:1     | Cuba | Waterhouse Stadium, Kingston, Jamaica |               |
|                              |                   | Reporte |      | Árbitra: [[]]                         | Árbitra: [[]] |

##### Grupo B
| Equipo                 | Pts | PJ | PG | PE | PP | GF | GC | Dif |
| ---------------------- | --- | -- | -- | -- | -- | -- | -- | --- |
| Jamaica                | 9   | 3  | 3  | 0  | 0  | 18 | 1  | +17 |
| República Dominicana   | 6   | 3  | 2  | 0  | 1  | 9  | 3  | +6  |
| San Cristóbal y Nieves | 3   | 3  | 1  | 0  | 2  | 6  | 19 | -13 |
| Surinam                | 0   | 3  | 0  | 0  | 3  | 3  | 13 | -10 |

###### Fecha 1
| 19 de octubre de 2013, 17:00 | Jamaica | 11:0    | San Cristóbal y Nieves | Anthony Spaulding Sports Complex, Kingston, Jamaica |               |
|                              |         | Reporte |                        | Árbitra: [[]]                                       | Árbitra: [[]] |

| 19 de octubre de 2013, 17:00 | República Dominicana | 3:0     | Surinam | Anthony Spaulding Sports Complex, Kingston, Jamaica |               |
|                              |                      | Reporte |         | Árbitra: [[]]                                       | Árbitra: [[]] |

###### Fecha 2
| 21 de octubre de 2013, 17:00 | República Dominicana | 5:1     | San Cristóbal y Nieves | Anthony Spaulding Sports Complex, Kingston, Jamaica |               |
|                              |                      | Reporte |                        | Árbitra: [[]]                                       | Árbitra: [[]] |

| 21 de octubre de 2013, 17:00 | Surinam | 0:5     | Jamaica | Anthony Spaulding Sports Complex, Kingston, Jamaica |               |
|                              |         | Reporte |         | Árbitra: [[]]                                       | Árbitra: [[]] |

###### Fecha 3
| 23 de octubre de 2013, 17:00 | San Cristóbal y Nieves | 5:3     | Surinam | Anthony Spaulding Sports Complex, Kingston, Jamaica |               |
|                              |                        | Reporte |         | Árbitra: [[]]                                       | Árbitra: [[]] |

| 23 de octubre de 2013, 17:00 | Jamaica | 2:1     | República Dominicana | Anthony Spaulding Sports Complex, Kingston, Jamaica |               |
|                              |         | Reporte |                      | Árbitra: [[]]                                       | Árbitra: [[]] |

#### Fase Final
|  | Semifinales          | Semifinales |   |                      | Final             | Final |  |
|  |                      |             |   |                      |                   |       |  |
|  |                      |             |   |                      |                   |       |  |
|  |                      |             |   |                      |                   |       |  |
|  | Trinidad y Tobago    | 2           |   |                      |                   |       |  |
|  | República Dominicana | 1           |   |                      |                   |       |  |
|  |                      |             |   |                      |                   |       |  |
|  |                      |             |   |                      |                   |       |  |
|  |                      |             |   |                      | Trinidad y Tobago | 0     |  |
|  |                      | Jamaica     | 1 |                      |                   |       |  |
|  |                      |             |   |                      |                   |       |  |
|  |                      |             |   |                      |                   |       |  |
|  |                      |             |   |                      | Tercer lugar      |       |  |
|  |                      |             |   |                      |                   |       |  |
|  | Jamaica              | 5           |   | República Dominicana | 2                 |       |  |
|  | Cuba                 | 1           |   |                      | Cuba              | 1     |  |

##### Semifinal
| 25 de octubre de 2013, 18:00 | Trinidad y Tobago | 2:1     | República Dominicana | Anthony Spaulding Sports Complex, Kingston, Jamaica |               |
|                              |                   | Reporte |                      | Árbitra: [[]]                                       | Árbitra: [[]] |

| 25 de octubre de 2013, 20:00 | Jamaica | 5:1     | Cuba | Anthony Spaulding Sports Complex, Kingston, Jamaica |               |
|                              |         | Reporte |      | Árbitra: [[]]                                       | Árbitra: [[]] |

##### Tercer puesto
| 27 de octubre de 2013, 19:00 | República Dominicana | 2:1     | Cuba | Anthony Spaulding Sports Complex, Kingston, Jamaica |               |
|                              |                      | Reporte |      | Árbitra: [[]]                                       | Árbitra: [[]] |

##### Final
| 27 de octubre de 2013, 21:00 | Trinidad y Tobago | 0:1     | Jamaica | Anthony Spaulding Sports Complex, Kingston, Jamaica |               |
|                              |                   | Reporte |         | Árbitra: [[]]                                       | Árbitra: [[]] |

## Fase final
En la última ronda de la Concacaf compitieron los ocho equipos clasificados anteriormente. Los primeros tres lugares se clasificaron a Copa Mundial Femenina de Fútbol Sub-20 de 2014 en Canadá.

### Equipos participantes
| CFU - Islas Caimán - Trinidad y Tobago - Jamaica |  | UNCAF - Guatemala - Costa Rica - Honduras |  | Clasificados automáticamente - México - Estados Unidos |

#### Grupo A
| Equipo         | Pts | PJ | PG | PE | PP | GF | GC | Dif |
| -------------- | --- | -- | -- | -- | -- | -- | -- | --- |
| Estados Unidos | 9   | 3  | 3  | 0  | 0  | 19 | 0  | +19 |
| Costa Rica     | 4   | 3  | 1  | 1  | 1  | 6  | 8  | -2  |
| Jamaica        | 2   | 3  | 0  | 2  | 1  | 1  | 4  | -3  |
| Guatemala      | 1   | 3  | 0  | 1  | 2  | 1  | 10 | -9  |

##### Fecha 1
| 9 de enero de 2014, 17:00 | Guatemala | 0:0     | Jamaica | Complejo Deportivo Truman Bodden, George Town, Islas Caimán |               |
|                           |           | Reporte |         | Árbitra: [[]]                                               | Árbitra: [[]] |

| 9 de enero de 2014, 19:30 | Estados Unidos                                        | 6:0 (3:0) | Costa Rica | Complejo Deportivo Truman Bodden, George Town, Islas Caimán |               |
|                           | - Horan 13', 24', 45+2', 87' - Green 61' - Jordan 81' | Reporte   |            | Árbitra: [[]]                                               | Árbitra: [[]] |

##### Fecha 2
| 11 de enero de 2014, 17:00 | Costa Rica                                                      | 5:1 (5:0) | Guatemala       | Complejo Deportivo Truman Bodden, George Town, Islas Caimán |               |
|                            | - Villalobos 5' - Hernández 10' - Talavera 24', 44' - Muñoz 31' | Reporte   | - 66' Solórzano | Árbitra: [[]]                                               | Árbitra: [[]] |

| 11 de enero de 2014, 19:30 | Jamaica | 0:3 (0:2) | Estados Unidos                           | Complejo Deportivo Truman Bodden, George Town, Islas Caimán |               |
|                            |         | Reporte   | - 31' Jordan - 41' Sullivan - 82' Meehan | Árbitra: [[]]                                               | Árbitra: [[]] |

##### Fecha 3
| 13 de enero de 2014, 17:00 | Jamaica     | 1:1 (0:1) | Costa Rica   | Complejo Deportivo Truman Bodden, George Town, Islas Caimán |               |
|                            | - Lawes 56' | Reporte   | - 7' Venegas | Árbitra: [[]]                                               | Árbitra: [[]] |

| 13 de enero de 2014, 19:30 | Estados Unidos | 10:0 (4:0) | Guatemala | Complejo Deportivo Truman Bodden, George Town, Islas Caimán |               |
|                            | - Meehan 8', 57', 74' - Amack 22' - Basinger 31' - Jordan 39' (pen.) - Hill 48' (pen.) - Purce 54' - Weber 61', 68' | Reporte    |           | Árbitra: [[]]                                               | Árbitra: [[]] |

#### Grupo B
| Equipo            | Pts | PJ | PG | PE | PP | GF | GC | Dif |
| ----------------- | --- | -- | -- | -- | -- | -- | -- | --- |
| México            | 9   | 3  | 3  | 0  | 0  | 19 | 1  | +18 |
| Trinidad y Tobago | 6   | 3  | 2  | 0  | 1  | 4  | 3  | +1  |
| Honduras          | 3   | 3  | 1  | 0  | 2  | 3  | 12 | -9  |
| Islas Caimán      | 0   | 3  | 0  | 0  | 3  | 0  | 13 | -13 |

##### Fecha 1
| 10 de enero de 2014 | Honduras | 0:2 (0:1) | Trinidad y Tobago       | Complejo Deportivo Truman Bodden, George Town, Islas Caimán |               |
|                     |          | Reporte   | - 39' Walker - 49' Rice | Árbitra: [[]]                                               | Árbitra: [[]] |

| 10 de enero de 2014 | Islas Caimán | 0:6 (0:4) | México                                                        | Complejo Deportivo Truman Bodden, George Town, Islas Caimán |               |
|                     |              | Reporte   | - 6', 9', 35' Samarzich - 24', 57' Zermeño - 83' (pen.) Pérez | Árbitra: [[]]                                               | Árbitra: [[]] |

##### Fecha 2
| 12 de enero de 2014 | México                                                                                              | 10:1 (4:0) | Honduras   | Complejo Deportivo Truman Bodden, George Town, Islas Caimán |               |
|                     | - Pineda 3' - Orozco 19', 45+1', 75' - Pérez 27' - Samarzich 52', 64', 76' - Campos 68' (pen.), 87' | Reporte    | - 80' Cruz | Árbitra: [[]]                                               | Árbitra: [[]] |

| 12 de enero de 2014 | Islas Caimán | 0:4 (0:3) | Trinidad y Tobago                                            | Complejo Deportivo Truman Bodden, George Town, Islas Caimán |               |
|                     |              | Reporte   | - 2' Camejo - 18' (a.g.) Bodden - 41' Debesette - 46' Walker | Árbitra: [[]]                                               | Árbitra: [[]] |

##### Fecha 3
| 14 de enero de 2014 | Trinidad y Tobago | 0:3 (0:1) | México                                | Complejo Deportivo Truman Bodden, George Town, Islas Caimán |               |
|                     |                   | Reporte   | - 33' Zermeño - 49' (pen.), 77' Solís | Árbitra: [[]]                                               | Árbitra: [[]] |

| 14 de enero de 2014 | Islas Caimán | 0:3 (0:0) | Honduras                          | Complejo Deportivo Truman Bodden, George Town, Islas Caimán |               |
|                     |              | Reporte   | - 48', 81' Fonseca - 90+5' Rivera | Árbitra: [[]]                                               | Árbitra: [[]] |

### Fase Final
|  | Semifinales         | Semifinales         |   |                   | Final               | Final               |  |
|  | 17 de enero de 2014 | 17 de enero de 2014 |   |                   | 19 de enero de 2014 | 19 de enero de 2014 |  |
|  |                     |                     |   |                   |                     |                     |  |
|  |                     |                     |   |                   |                     |                     |  |
|  | Estados Unidos      | 6                   |   |                   |                     |                     |  |
|  | Trinidad y Tobago   | 0                   |   |                   |                     |                     |  |
|  |                     |                     |   |                   |                     |                     |  |
|  |                     |                     |   |                   |                     |                     |  |
|  |                     |                     |   |                   | Estados Unidos      | 4                   |  |
|  |                     | México              | 0 |                   |                     |                     |  |
|  |                     |                     |   |                   |                     |                     |  |
|  |                     |                     |   |                   |                     |                     |  |
|  |                     |                     |   |                   | Tercer lugar        |                     |  |
|  |                     |                     |   |                   |                     |                     |  |
|  | México              | 3                   |   | Trinidad y Tobago | 3                   |                     |  |
|  | Costa Rica          | 1                   |   |                   | Costa Rica (t.s.)   | 7                   |  |

#### Semifinal
| 17 de enero de 2014, 18:00 | México                                   | 3:1 (1:1) | Costa Rica       | Complejo Deportivo Truman Bodden, George Town, Islas Caimán |               |
|                            | - Zermeño 32' - Ibarra 67' - Valadez 73' | Reporte   | - 17' Villalobos | Árbitra: [[]]                                               | Árbitra: [[]] |

| 17 de enero de 2014, 21:00 | Estados Unidos                                              | 6:0 (4:0) | Trinidad y Tobago | Complejo Deportivo Truman Bodden, George Town, Islas Caimán |               |
|                            | - Meehan 13', 65' - Jordan 27' - Amack 33', 39' - Weber 86' | Reporte   |                   | Árbitra: [[]]                                               | Árbitra: [[]] |

#### Tercer puesto
| 19 de enero de 2014, 18:00 | Costa Rica                                                                                 | 7:3 (3:3, 1:3) (t. s.) | Trinidad y Tobago                 | Complejo Deportivo Truman Bodden, George Town, Islas Caimán |               |
|                            | - Herrera 34' - Talavera 71' - Montero 86' - Muñoz 94', 96' - Arias 115' - Arguedas 120+1' | Reporte                | - 16', 28' Walker - 42' Debesette | Árbitra: [[]]                                               | Árbitra: [[]] |

#### Final
| 19 de enero de 2014, 21:00 | México | 0:4 (0:1) | Estados Unidos                                                | Complejo Deportivo Truman Bodden, George Town, Islas Caimán |               |
|                            |        | Reporte   | - 9' Sullivan - 59' Jordan - 68' Purce - 90+3' (a.g.) Fuentes | Árbitra: [[]]                                               | Árbitra: [[]] |

|                |
| Campeón        |
| Estados Unidos |
| 4° título      |

## Clasificados aCanadá 2014
| Bandera de Canadá  | Bandera de Estados Unidos | Bandera de México | Bandera de Costa Rica |
| Canadá (Anfitrión) | Estados Unidos            | México            | Costa Rica            |

## Premios
| Premio        |  | Jugadora                        | Selección             |
| ------------- |  | ------------------------------- | --------------------- |
| Balón de Oro  |  | Rose Lavelle                    | Estados Unidos        |
| Bota de Oro   |  | McKenzie Meehan Tanya Samarzich | Estados Unidos México |
| Guante de Oro |  | Katelyn Rowland                 | Estados Unidos        |

| Premio                                |  | Selección      |
| ------------------------------------- |  | -------------- |
| Premio al Juego Limpio de la CONCACAF |  | Estados Unidos |

| Predecesor: Panama 2012 | Concacaf Femenino Sub-20 VI edición | Sucesor: Honduras 2015 |

- Datos: Q15587840